# ナイキ (オフィス家具)
株式会社ナイキ（NAIKI CO., LTD.）は、大阪府大阪市中央区に本社のあるオフィス家具のメーカーである。スチール家具製造に始まり、現在は自社生産のほか、オフィス空間プランニング、インターネットコンテンツ事業なども行っている。
JOIFA（社団法人日本オフィス家具協会）正会員企業。
社名のナイキとは、創業者の姓、"内記”から。
なお、アメリカ合衆国のスポーツ用品メーカーのNIKEとは全く関係ないが、当社に間違い電話がかかってくることがある。

## 沿革
- 1952年 - 大阪市天王寺区にて内記金属製作所として創業。
- 1957年 - 東大阪市布施（当時は布施市）に工場建設、スチール家具の量産に乗り出す。その3年後には河内（当時は河内市）工場建設。
- 1960年 - 株式会社に改組。
- 1961年 - 伊藤忠商事と業務提携。
- 1979年 - 現社名になり、本社を現在地に移転。
- 1999年 - ISO9001の認証を取得。
- 1999年 - ISO14001の認証を取得。

## 製品
- デスク
- 椅子
- 間仕切り
- カウンター

など。